# Bulbostylis rhizomatosa
Bulbostylis rhizomatosa là một loài thực vật có hoa trong họ Cói. Loài này được (Lye) R.W.Haines mô tả khoa học đầu tiên năm 1983.